# Peissen (Holsten)
Peissen er en by og kommune i det nordlige Tyskland, beliggende i Amt Itzehoe-Land under Kreis Steinburg. Kreis Steinburg ligger i den sydvestlige del af delstaten Slesvig-Holsten.

## Geografi
Peissen ligger ved Bundesstraße B77 mellem Itzehoe og Hohenwestedt i Naturpark Aukrug. Floden Rantzau og Bekau løber gennem kommunen.